# Liste der Monuments historiques in Villefranche-d’Allier
Die Liste der Monuments historiques in Villefranche-d’Allier führt die Monuments historiques in der französischen Gemeinde Villefranche-d’Allier auf.

## Liste der Bauwerke
| Bezeichnung                 | Beschreibung                       | Standort           | Kennzeichnung | Schutzstatus | Datum | Bild           |
| --------------------------- | ---------------------------------- | ------------------ | ------------- | ------------ | ----- | -------------- |
| Château de Neuville         | Schloss, erbaut im 12. Jahrhundert | (Lage)             | PA00093369    | Inscrit      | 1984  | weitere Bilder |
| Kirche St-Jacques-le-Majeur | Erbaut im 11. Jahrhundert          | (Lage)             | PA00093370    | Inscrit      | 1933  | weitere Bilder |
| Schloss und Gutshof         | Erbaut im 17. Jahrhundert          | Saint-Mœurs (Lage) | PA00093371    | Inscrit      | 1978  |                |

## Liste der Objekte
| Bezeichnung                                        | Beschreibung           | Standort                                  | Kennzeichnung | Schutzstatus | Datum | Bild |
| -------------------------------------------------- | ---------------------- | ----------------------------------------- | ------------- | ------------ | ----- | ---- |
| Skulptur des heiligen Jakobus                      | Stein                  | in der Kirche St-Jacques-le-Majeur (Lage) | PM03001449    | Inscrit      | 1989  |      |
| Ölgemälde Christus erscheint der Therese von Avila |                        | in der Kirche St-Jacques-le-Majeur (Lage) | PM03001509    | Inscrit      | 1996  |      |
| Gemälde Krönung der heiligen Radegundis            |                        | in der Kirche St-Jacques-le-Majeur (Lage) | PM03001508    | Inscrit      | 1996  |      |
| Skulpturengruppe Pietà (Foto in der Base Palissy)  | Stein, 16. Jahrhundert | in der Kirche St-Jacques-le-Majeur (Lage) | PM03000583    | Classé       | 1918  |      |